# A. Dave Lewis
A. Dave Lewis, född 1977 i Boston, är en amerikansk serieskapare och ägare till det lilla serieförlaget Caption Box. Han har bland annat skrivit manus till The Lone and Level Sands, historien om israeliternas uttåg ur Egypten sett ur faraos perspektiv.
2015 nominerades han till en Eisner Award i kategorin Bästa akademiska verk om serier, för sin American Comics, Literary Theory, and Religion: The Superhero Afterlife.